# Томе Аджиевски
Томе Аджиевски (на македонска литературна норма: Томе Аџиевски) е виден скулптор от Северна Македония.

## Биография
Томе Аджиевски е роден на 29 ноември 1958 година в град Струмица, тогава във Федеративна народна република Югославия. Завършва Академията за изящни изкуства в Загреб в 1983 година. Индивидуално и в група той утвърждава македонското изкуство в Берлин, Манчестър, Венеция, Лос Анджелис. Създава абстрактни и фигуративни форми, поставени в различни настройки. Работи ангажирани интерактивни проекти, като Архитектурата на агресията (2001).